# Adobe ImageReady
Adobe ImageReady（アドビ イメージレディ）は、かつて販売されていたアドビのグラフィック編集ソフトウェアで、Web向けの画像作成に特化した製品。

## 概要
1998年に最初のバージョンを単独で発売。同様の製品としてマクロメディアのMacromedia Fireworksと競合する中、2.0 よりは圧倒的なシェアを誇る同社のAdobe Photoshopに同梱されたことでユーザを増やす。その後もPhotoshopに同梱される形で流通し、単品での販売は行われなかった。共通のユーザインタフェースを持ち、互いにワンクリックで編集ソフトを切り替えられる等、Photoshopとは非常に親和性が高い。
GIFアニメーションなどを作成するためのアニメーションパレットや、1つのイメージを複数のファイルに分割して保存するスライス機能、マウスポインタの位置に反応するロールオーバー機能など、Webページ制作で求められる画像編集機能を搭載している。ただしImageReadyの吐き出すHTMLやスクリプトの質については、Webのアクセシビリティなどの側面などからみた場合、やや問題がある。また、Webに特化した製品と言う性質上、カラーモードはRGBのみ、画像の保存形式はPSD、JPEG、GIF、PNG（、WBMP）のみ等とビットマップ画像の編集ソフトとしては機能が非常に限定されている。
2005年のアドビによるマクロメディアの買収によってかつての競合製品であったFireworksがAdobe Creative Suiteシリーズに組み込まれた事、そしてCS3においてアニメーション機能等がPhotoshop Extendedに統合された事によりImageReadyはその役目を終え、CS2を最後のバージョンとして開発が終了した。

## バージョン
4番目となるリリース時に同梱元であるPhotoshopとバージョンを同期し7.0としたため、リリース回数とバージョン表記にはズレが生じている（4、5、6は存在しない）。
- 1998年 Adobe  ImageReady 1.0
- 1999年 Adobe  ImageReady 2.0 - Photoshop 5.5に同梱
- 2000年 Adobe  ImageReady 3.0 - Photoshop 6.0に同梱
- 2002年 Adobe  ImageReady 7.0 - Photoshop 7.0に同梱
- 2003年 Adobe  ImageReady CS (8.0) - Photoshop CSに同梱
- 2005年 Adobe  ImageReady CS2 (9.0) - Photoshop CS2に同梱
- 2007年 Adobe  Photoshop CS3　Extendedに機能統合され開発終了

## 競合製品
- Macromedia Fireworks（現Adobe Fireworks）